# Moabi
Moabi es una comuna gabonesa, chef-lieu del departamento de Douigny de la provincia de Nyanga.
En 2013 la comuna tenía una población de 3418 habitantes, de los cuales 1518 eran hombres y 1900 eran mujeres.
El principal grupo étnico de la localidad es el pueblo punu, una etnia bantú. Los servicios públicos y el comercio del departamento se concentran en un pequeño barrio de esta localidad, llamado Miamba.
Se ubica unos 50 km al norte de Tchibanga, junto a la carretera R21 que lleva a Mouila. Cerca de la localidad fluye el río Ganzi.